# Lo 150
Die Lo 150 „Burgfalke“ ist eine Weiterentwicklung des Segelkunstflugzeuges Lo 100.

## Konstruktion
Der Konstrukteur Alfred Vogt verwirklichte an dieser Stelle seine Idee, zum Rumpf seines auf Kunstflug ausgelegten Flugzeugs Lo 100 einen weiteren Tragflügel für den Leistungssegelflug zur Verfügung zu stellen. Die Spannweite wurde im Vergleich zur Lo 100 auf 15 m verlängert. Trotz dieser Maßnahme beträgt die Flügelfläche wie bei der Lo 100 10,90 m², was auf die deutlich geringere Flügeltiefe zurückzuführen ist. Die Länge des Rumpfes betrug 6,16 m.
Das Gleitverhältnis wird mit 1:34 angegeben. Der Flügel verfügt über Wölbklappen, die über einen Stellbereich von −6° bis +45° verfügen. Darüber hinaus sind in den Tragflächen Störklappen eingebaut, die jedoch ausschließlich auf der Oberseite ausgefahren werden konnten. Wie bei der Lo 100 ist die Schleppkupplung als Seitenwandkupplung ausgelegt.
Bei Schempp-Hirth wurden 15 Stück gebaut – die meisten für Kunden im Ausland. Zum Teil entstanden Lo 150 auch bei Amateurflugzeugbauern. Die genaue Stückzahl wird auf 20 geschätzt. Eine in Freiburg stationierte Lo 150 erhielt 1977 eine vergrößerte Seitenflosse und die Bezeichnung Lo 150b.
Der bekannte Segelflieger und erste Präsident des Deutschen Aero-Clubs, Wolf Hirth, erlitt am 25. Juli 1959 während eines Segelflugs in einer Lo 150 einen Herzinfarkt und stürzte dadurch in der Nähe von Dettingen unter Teck tödlich ab.

## Technische Daten
| Kenngröße             | Daten                 |
| --------------------- | --------------------- |
| Besatzung             | 1                     |
| Länge                 | 6,15 m                |
| Spannweite            | 15,00 m               |
| Höhe über alles       | 1,38 m                |
| Flügelfläche          | 10,90 m²              |
| Flügelstreckung       | 20,64                 |
| V- und Pfeilform      | 0°                    |
| Profil                | Clark-Y, Dicke 11,6 % |
| Rüstmasse             | 200 kg                |
| max. Startmasse       | 310 kg                |
| max. Flächenbelastung | 28,4 daN/m² (kg/m²)   |
| Gleitzahl             | ca. 34 bei 105 km/h   |
| Geringstes Sinken     | 0,68 m/s bei 86 km/h  |